# Maurata
Maurata, mort après 1862 en tant qu'esclave au sein des exploitations de guano des îles Chincha, est un ariki (roi) de l'île de Pâques. On le désigne souvent comme étant le dernier bien que la monarchie persiste au travers des enfants de son oncle Tepito.

## Biographie
Maurata est un descendant héréditaire du clan Miru du titre d'ariki puisqu'il est le fils de Kaimakoi-iti. La monarchie des ariki est, lors de son règne, encore intimement connectée à ses caractéristiques spirituelles et en fait une personnalité légendaire dans la culture rapanui.
Dans les années 1850, le titre d'ariki a toutefois beaucoup perdu de son importance comme en témoigne un incident survenu entre les deux clans principaux, les Ngaure et les Miru. La défaite de ces derniers soumet Nga'ara, l'ariki en fonction, son fils Kaimakoi et son petit-fils Maurata à la captivité. Ils ne seront libérés que quelques années plus tard,.
Son règne connait une importante chute démographique de l'île qui passe d’environ 2 500 personnes au début du XIXe siècle à seulement 111 en 1877. L'une des principales causes sont les raids des marchands d’esclaves armés opérant à partir de Callao au Pérou, qui, de 1859 à 1863, capturent les habitants après les avoir attirés par la musique et des présentations de tissus, et déportent environ 1500 d’entre eux pour les vendre aux sociétés péruviennes exploitant le guano des îles Chincha.
Selon Métraux, la société matamua est largement déstructurée par la capture et le massacre en 1861 des ariki, des prêtres et du clan Miru (revendiquant descendre de Hotu Matu'a). Son père, Kaimakoi, et Maurata sont capturés en 1862 et la situation est telle que la mémoire identitaire des autochtones est en grande partie perdue,.
Il meurt au sein des exploitations de guano des îles Chincha.
Son oncle, Tepito, permet au titre de noblesse des ariki de persister au sein d'une nouvelle branche dynastique. Son petit-fils, Atamu Tekena portera également le nom de Maurata en mémoire du dernier roi descendant de Hotu Matu'a. En 1914, lors de l'expédition Mana, Katherine Routledge récolte le témoignage de Kaitae, un vieil homme qui se disait proche « du dernier roi : Maurata ».
Sachant que son père, Kaimakoi, fait également partie des esclaves captés lors des raids péruviens, Maurata n'est initialement pas listé parmi les rois de l'Île de Pâques. Les témoignages récoltés en 1914 ont permis de reconstruire cette période de trouble.